# Pinkwashing

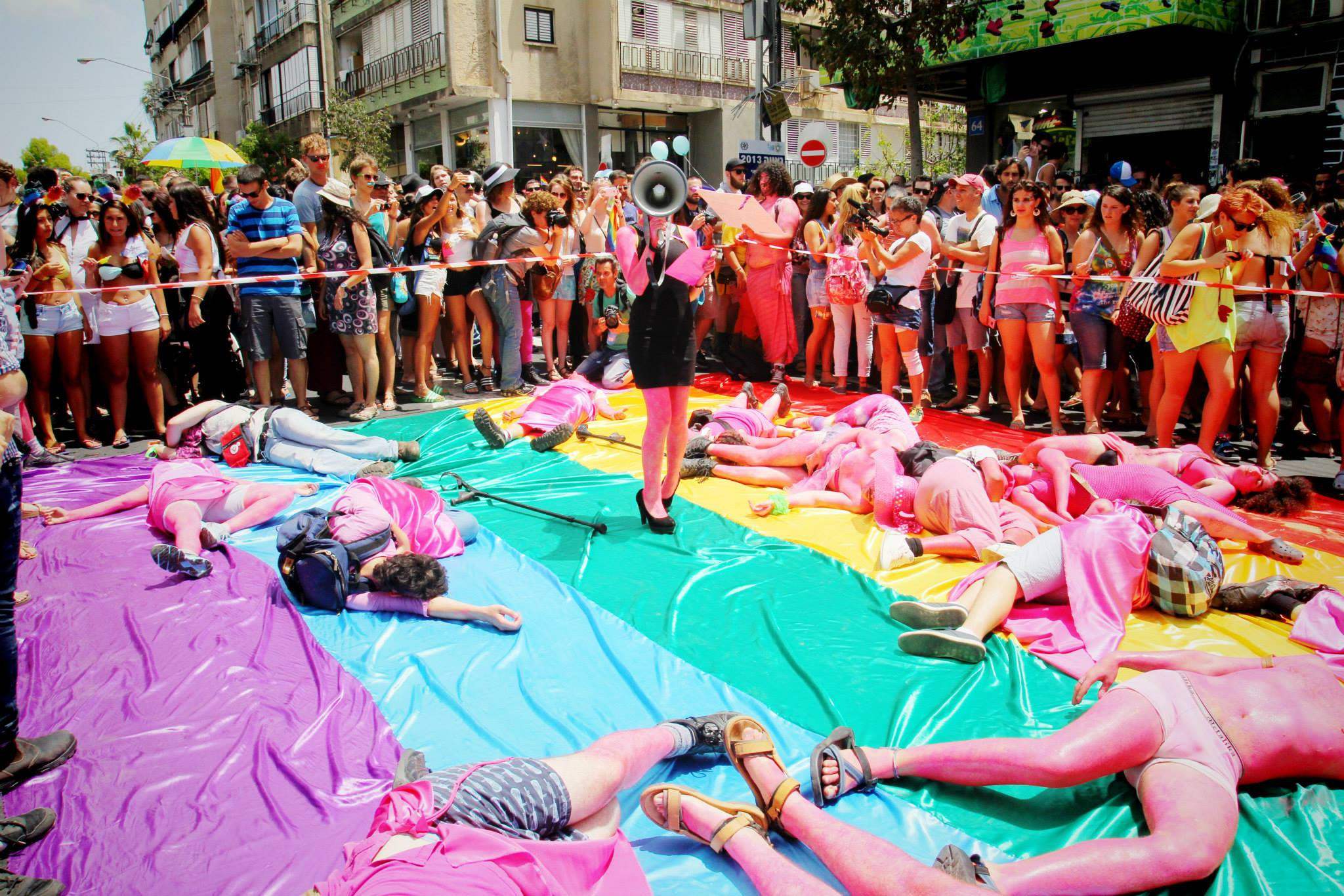
Anarcho-queer kolektiv Mashpritzot pořádá protestní akci proti izraelskému pinkwashingu a vnímaným homo-normativním prioritám centra podpory LGBT v Tel Avivu.

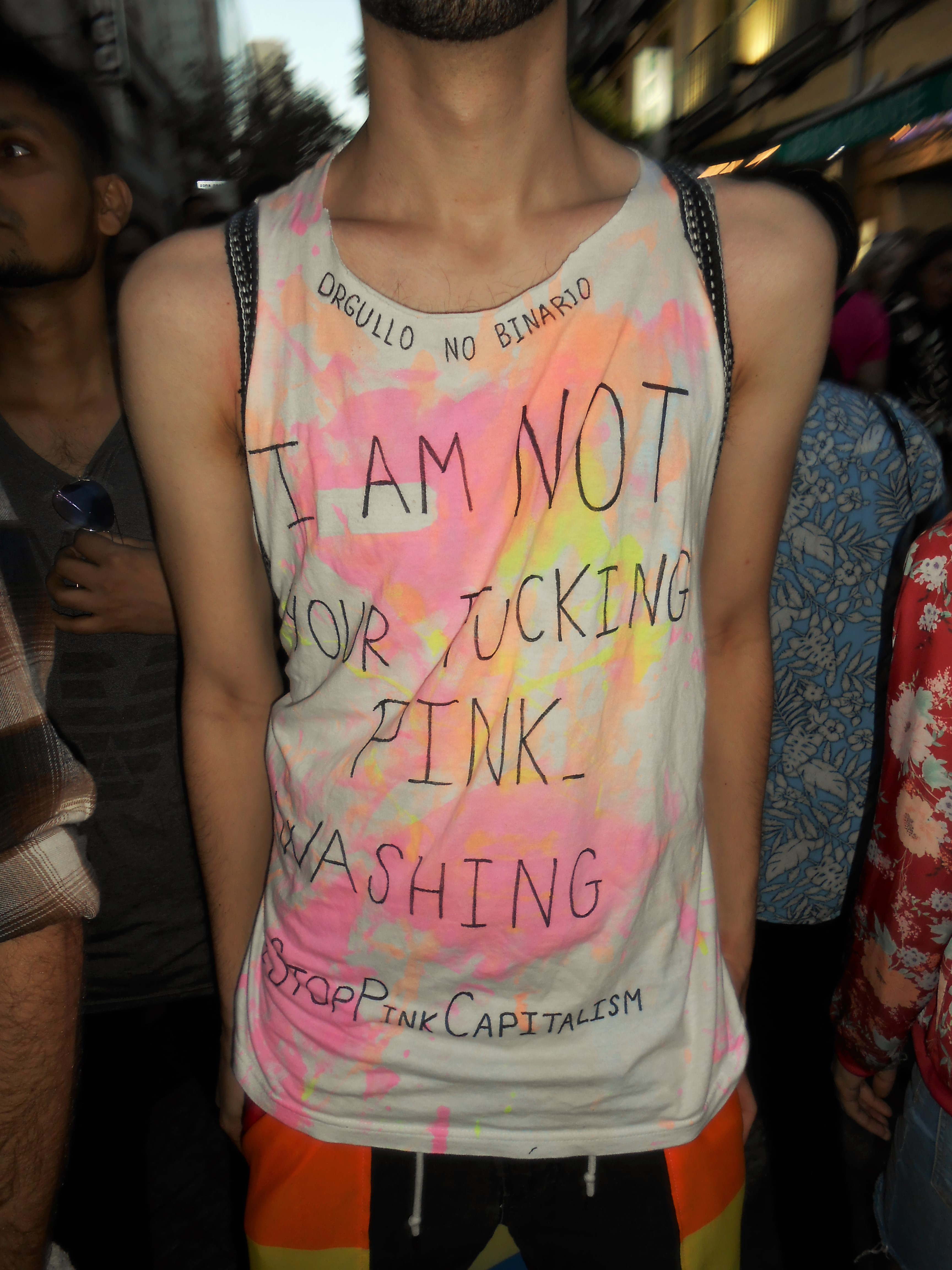
Nápis na tričku odmítající pinkwashing

Pinkwashing (anglicky doslova „růžové smývání“), někdy též rainbow-washing („duhové smývání“) je termín používaný k popisu marketingové strategie, kterou některé společnosti nebo organizace využívají k získání přízně a podpory LGBTQ+ komunity, přestože nemají reálné zájmy o práva a zlepšení života LGBTQ+ jedinců. Tento fenomén se často vyskytuje v korporátním světě, kde společnosti využívají symboliku duhových vlajek a propagují LGBTQ+ témata za účelem získání klientely a zvýšení zisků.
Termín „pinkwashing“ byl poprvé použit ve vztahu k politice státu Izrael vůči Palestině, kde bylo tvrzeno[kdo?], že Izrael používá podporu LGBTQ+ práv k odvedení pozornosti od svých politických a vojenských akcí vůči Palestincům. Od té doby se tento termín rozšířil do oblasti obchodu a marketingu.
Společnosti, které se zapojují do pinkwashingu, často vytvářejí reklamy, propagandu a výrobky s duhovými motivy, které se zdají podporovat LGBTQ+ komunitu. Tyto společnosti se však často vyhýbají podpoře skutečných organizací bojujících za práva LGBTQ+ a zlepšení života jednotlivců této komunity. Místo toho se zaměřují na zisk a využívají LGBTQ+ komunitu jako prostředek k dosažení svých obchodních cílů.
Pinkwashing se stal kontroverzním tématem, protože někteří lidé[kdo?] tvrdí, že využití LGBTQ+ symboliky a témat je pouze povrchní a nemá žádný skutečný vliv na zlepšení práv a životních podmínek LGBTQ+ lidí. Někteří kritici tvrdí, že pinkwashing pouze přispívá ke komodifikaci a devalvaci LGBTQ+ zkušeností a boje za rovnoprávnost.
Existuje však také opačný názor, že i když pinkwashing může být motivován komerčními zájmy, stále přináší viditelnost a povědomost o LGBTQ+ komunitě do širšího povědomí společnosti. Někteří lidé[kdo?] tvrdí, že i když to může být forma marketingového triku, může také vyvolat diskusi a změnu ve společnosti.